# 認知缺陷
认知缺陷（英語：cognitive deficit）是一个包容性术语，用于描述人們在认知过程中出現任何障碍的特徵，有别于认知障碍疾患（cognitive disorder）。
其范围广泛，涵盖了：
- 整体智力缺陷（如智能障礙）
- 某部分認知能力出現問題（如失讀症等學習障礙）
- 神经心理缺陷（英语：Neuropsychological assessment）（如注意力、工作记忆或管控功能障礙）
- 药物（如酒精、糖皮质激素[2]和苯二氮䓬类药物[3] 引起的认知和记忆障碍）
- 認知發展遲緩
- 自閉症